# Table des caractères Unicode/U10A00
Cette page contient des caractères spéciaux ou non latins. S’ils s’affichent mal (▯, ?, etc.), consultez la page d’aide Unicode.
Table des caractères Unicode U+10A00 à U+10A5F.

## Kharochthî
Utilisés pour l'écriture de l’abugida kharochtî.
Les caractères U+10A01 à U+10A03, U+10A05, U+10A06, U+10A0C à U+10A0F, U+10A38 à U+10AA sont des signes diacritiques se combinant avec le caractère qu’ils suivent.
Le caractère U+10A3F est un signe diacritique supprimant la voyelle implicite.

### Table des caractères
| en fr   | 0 | 1 | 2 | 3 | 4 | 5 | 6 | 7 | 8 | 9 | A | B | C | D | E | F |
| ------- | - | - | - | - | - | - | - | - | - | - | - | - | - | - | - | - |
| U+10A00 | 𐨀 | 𐨐𐨁 | 𐨐𐨂 | 𐨐𐨃 |   | 𐨐𐨅 | 𐨐𐨆 |   |   |   |   |   | 𐨐𐨌 | 𐨐𐨍 | 𐨐𐨎 | 𐨐𐨏 |
| U+10A10 | 𐨐 | 𐨑 | 𐨒 | 𐨓 |   | 𐨕 | 𐨖 | 𐨗 |   | 𐨙 | 𐨚 | 𐨛 | 𐨜 | 𐨝 | 𐨞 | 𐨟 |
| U+10A20 | 𐨠 | 𐨡 | 𐨢 | 𐨣 | 𐨤 | 𐨥 | 𐨦 | 𐨧 | 𐨨 | 𐨩 | 𐨪 | 𐨫 | 𐨬 | 𐨭 | 𐨮 | 𐨯 |
| U+10A30 | 𐨰 | 𐨱 | 𐨲 | 𐨳 | 𐨴 | 𐨵 |   |   | 𐨐𐨸 | 𐨐𐨹 | 𐨐𐨺 |   |   |   |   | 𐨐𐨿 |
| U+10A40 | 𐩀 | 𐩁 | 𐩂 | 𐩃 | 𐩄 | 𐩅 | 𐩆 | 𐩇 | 𐩈 |   |   |   |   |   |   |   |
| U+10A50 | 𐩐 | 𐩑 | 𐩒 | 𐩓 | 𐩔 | 𐩕 | 𐩖 | 𐩗 | 𐩘 |   |   |   |   |   |   |   |